# 查塔胡奇 (佛罗里达州)
查塔胡奇（英語：Chattahoochee），是美国佛罗里达州加茲登縣下属的一座城市。建立于1921年。面积约为14.6平方公里（约合5.7平方英里）。根据2010年美国人口普查，该市有人口3,652人。论人口在本州排行第237。